# Паљијари (Пескара)
Паљијари (итал. Pagliari) је насеље у Италији у округу Пескара, региону Абруцо.
Према процени из 2011. у насељу је живело 299 становника. Насеље се налази на надморској висини од 614 м.